# Steneby landskommun
Steneby landskommun var en tidigare kommun i Älvsborgs län.

## Administrativ historik
När 1862 års kommunalförordningar trädde i kraft inrättades denna kommun i Steneby socken i Vedbo härad i Dalsland. 
Vid kommunreformen 1952 bildade den en storkommun genom att inkorporera Tisselskogs landskommun.
1 januari 1955 överfördes till Steneby landskommun och församling från Lelångs landskommun och Laxarby församling ett område omfattande en areal av 7,78 km², varav 4,52 km² land, och med 239 invånare. Inom området låg den del av orten Billingsfors som tidigare legat i Lelångs landskommun.
1 januari 1971 uppgick landskommunen i Bengtsfors kommun.

### Kyrklig tillhörighet
I kyrkligt hänseende tillhörde Steneby landskommun Steneby församling. Den 1 januari 1952 tillkom Tisselskogs församling. Dessa gick ihop 2010 att bilda Steneby-Tisselskogs församling.

## Kommunvapen
Blasonering: I fält av silver ett halster inom en av en tinnskura bildad bård, allt rött.
Vapnet utformades av Svenska Kommunalheraldiska Institutet och fastställdes 1955.

## Geografi
Steneby landskommun omfattade den 1 januari 1952 en areal av 234,45 km², varav 197,80 km² land.

### Tätorter i kommunen 1960
| Tätort       | Folkmängd |
| ------------ | --------- |
| Dals Långed  | 2 218     |
| Billingsfors | 1 406     |

Tätortsgraden i kommunen var den 1 november 1960 73,5 procent.

## Politik

### Mandatfördelning i valen 1938-1966
|  | 19 | 3 | 2 |

| 25 |

| 21 |  | 2 |  |

| 23 |

| 3 | 16 | 2 | 4 |

| 22 |

|  | 19 | 3 | 7 |

| 29 |

|  | 19 | 3 | 6 |  |

| 27 |

|  | 18 | 3 | 6 | 2 |

| 26 |

|  | 19 | 4 | 5 |  |

| 26 |

| 17 |  | 4 | 5 |  | 2 |

| 27 |